# كاستروكارو تيرمي إي تيرا ديل سولي
كاستروكارو تيرمي إي تيرا ديل سولي (بالإيطالية: Castrocaro Terme e Terra del Sole)‏ هي بلدية في مقاطعة فورلي تشيزينا في إقليم إميليا رومانيا الإيطالي.

## السكان
في سنة 1861 بلغ عدد السكان 4٬286 نسمة، وتطور العدد ليصل في سنة 2011 لـ 6٬512 نسمة.
يظهر هذا المخطط البياني تطور النمو السكاني لـ كاستروكارو تيرمي إي تيرا ديل سولي

## توأمة
لكاستروكارو تيرمي إي تيرا ديل سولي اتفاقيات توأمة مع:
- براخاتيتسه